# 베헤모스

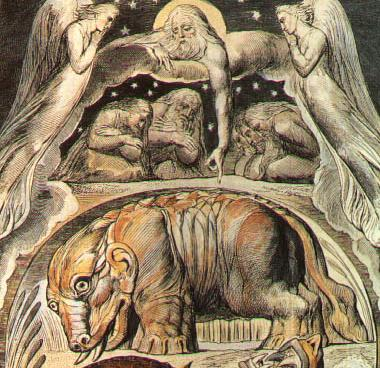
베헤모스, 윌리엄 블레이크.

베헤모스(영어: behemoth)는 구약성서에 등장하는 거대한 수륙양서 괴수의 이름이다. 베헤모스는 ‘짐승’을 뜻하는 히브리어: בהמה behamah의 복수형이며, 이는 한 마리임에도 불구하고 복수의 동물을 한데 모은 것과 같이 너무나도 거대한 크기였기 때문에 이와 같이 표현했을 것으로 추정된다. 아무도 잡을 수가 없으며 쓰러뜨릴 수도 없는 동물로, 그 모습에 대해서는 공룡, 하마, 물소, 코뿔소 등 여러 가지 설이 있다.
욥기 40장 17절에서 넓적다리가 고환을 뜻할 수도 있다는 것을 근거로 하여 베헤모스의 꼬리가 음경에 대한 완곡한 표현이라 보아 베헤모스를 고대 근동에서 큰 음경과 자주 연관지어지는 황소로 해석하는 이들도 있다. 성경에서는 '베헤마'라는 용어는 소를 가리키는 데에만 200번 이상 사용되었다는 것과 바알 주기(Baal Cycle)에서 "엘의 송아지 아틱(Atik)"(또는 아르슈/아르쉬 Arsh)이라는 존재가 나온다는 것이 근거로 사용된다. 하지만, 꼬리를 음경으로 해석하는 것이 절대적이지 않다는 점과 베헤모스가 고작 황소에 불과한 존재로 보기는 어렵게 묘사된다는 점 등 여러 문제점들이 존재한다. 역사학자 아드리엔 마요르를 포함한 상당수의 고생물학자들과 고고학자들은 용에 대한 이야기들이 고대인들이 공룡과 다른 선사 시대 동물들의 화석을 발견하고 이로부터 영감을 받아 만든 것에서 비롯되었을 것이라고 주장하였는데, 이를 고려하면 베헤모스 역시 큰 꼬리를 가진 용각류 공룡의 화석을 모티브로 하였을 수도 있을 것으로 추정된다.

15  보아라, 저 베헤모스를, 황소처럼 풀을 뜯는 저 모습을, 내가 너를 만들 때 함께 만든 것이다.

16 저 억센 허리를 보아라. 뱃가죽에서 뻗치는 저 힘을 보아라.

17 송백처럼 뻗은 저 꼬리, 힘줄이 얽혀 터질 듯하는 저 굵은 다리를 보아라.

18 청동관 같은 뼈대, 무쇠 빗장 같은 저 갈비뼈를 보아라.

19 맨 처음에 하느님이 보인 솜씨다. 다른 짐승들을 거느리라고 만든 것이다.

20 산의 소출을 가져다 바치니 들짐승들이 모두 와서 함께 즐긴다.

21 무성한 연꽃잎 앞에 의젓하게 엎드리고 갈대 우거진 수렁에 몸을 숨기니.

22 연꽃잎이 그늘을 드리우고 강가의 버드나무가 그를 둘러 싸 준다.

23 강물이 덮쳐 씌워도 꿈쩍하지 아니하고 요르단 강이 입으로 쏟아져 들어가도 태연한데

24 누가 저 베헤모스를 눈으로 흘리며 저 코에 낚시를 맬 수 있느냐?
— 구약성서, 욥기 40장

유대교의 한 전승에 의하면, 하느님이 천치창조 6일째 되는 날에 만들어졌으며 천 개의 산들 한가운데에 방목되었다고 한다. 또다른 전승에서는 본래 레비아탄과 더불어 바다에 살도록 창조하였지만 둘 다 바다에 살면 바닷물이 넘쳐나기 때문에 베헤모스만이 육지에서 살게 되었다고 한다. 그리고 최후의 심판 날에는 레비아탄과 지즈와 함께 베헤모스도 죽임을 당하여 음식으로서 하느님으로부터 죄를 용서받은 정화받은 사람들의 식탁에 제공된다고 한다.

## 같이 보기
- 악마
- 레비아탄
- 지즈